# ليونور (دوقة غوتلاند)
الأميرة ليونور دوقة غوتلاند (بالسويدية: Prinsessan Leonore) وهي ابنة الأميرة مادلين وزوجها كريستوفر أونيل وهي حالياً أصغر عضو في الأسرة الملكية السويدية وهي الخامسة عشر في خط التعاقب في العرش السويدي ولدت في يوم 20 فبراير 2014.